# Hellmut Holthaus
Hellmut Holthaus (* 11. Oktober 1909 in Remscheid; † 16. Mai 1966 in Staufen im Breisgau) war Redakteur in diversen Zeitschriften, Schriftsteller und Verfasser von humoristischen Kurzgeschichten und Feuilleton-Beiträgen.

## Leben
Er begann seine Laufbahn als Wirtschaftsredakteur in Wuppertal und danach als Berichterstatter in Remscheid. Später arbeitete er in Oberschlesien für eine Beuthener Zeitung und danach in Glogau für eine Kulturredaktion. Schließlich wechselte er als Bildredakteur nach Berlin.  Während des Zweiten Weltkrieges war er als Wehrmachtsangehöriger in Norwegen stationiert, danach in Litauen und Ostpreußen. Holthaus geriet mehrfach in Kriegsgefangenschaft: erst in sowjetische, amerikanische und schließlich in britische.
Nach Kriegsende ließ sich Holthaus in Staufen im Breisgau als freier Schriftsteller nieder. Seine Bücher erreichten eine Gesamtauflage von über 300.000 Exemplaren.
Das von Holthaus mit Utz Utermann zusammengestellte Das Reich Adolf Hitlers. Ein Bilderbuch vom Werden Großdeutschlands 1933-1940 (Eher, München 1940) wurde nach Kriegsende in der Sowjetischen Besatzungszone auf die Liste der auszusondernden Literatur gesetzt.

## Bibliographie (Auswahl)
- Wilhelm („Utz“) Utermann u. Hellmut Holthaus: Das Reich Adolf Hitlers – Ein Bildbuch vom Werden Großdeutschlands 1933-1940. Franz Eher Verlag, München 1940.
- Nach Diktat verreist. Verlag Herder (Herder-Bücherei Bd. 74), Freiburg i. Br. 1960.
- Lohnt es sich? Besinnliches und Heiteres. Verlag Josef Knecht, Frankfurt/Main 1956.
- Justus und Angelo. Verlag Josef Knecht, Frankfurt am Main 1956.
- Trautes Heim, Glück allein. Verlag Josef Knecht, Frankfurt am Main 1957.
- Geschichten aus der Zachurei. Verlag Josef Knecht, Frankfurt am Main 1959.
- Neue Geschichten aus der Zachurei. Verlag Josef Knecht, Frankfurt am Main 1961.
- Alle meine Züge fahren nach Süden: Reiseberichte, -betrachtungen, -kapriolen u. -abenteuer aus Italien und Umgebung. Verlag Josef Knecht, Frankfurt am Main 1962.
- Wie man durchs Leben kommt, Verlag Josef Knecht. Frankfurt am Main 1963.
- Lebt schneller, Zeitgenossen, Verlag Josef Knecht. Frankfurt am Main 1961.
- Ein glücklicher Mensch. Verlag Josef Knecht, Frankfurt am Main 1966.
- Es ist modern, modern zu sein. Verlag Josef Knecht, Frankfurt am Main 1965.
- Ich lasse mich überraschen. Verlag Josef Knecht, Frankfurt am Main 1967.
- Reinen Wein eingeschenkt. Verlag Josef Knecht, Frankfurt am Main 1968. (Nachlaß)
- Die schönsten Geschichten. Verlag Josef Knecht, Frankfurt am Main 1970.
- Gebrauchsanweisung für den Wald. Neue Geschichten aus dem Nachlass. Verlag Josef Knecht, Frankfurt am Main 1985.
- Meine fabelhafte Familie. Verlag Josef Knecht, Frankfurt am Main/Freiburg i. Br. 2007.